# Croce al merito (Polonia)
La croce al merito (in polacco: Krzyż Zasługi) è un'onorificenza statale polacca istituita il 23 giugno 1923 dalla Repubblica Polacca.
L'onorificenza è suddivisa nei seguenti gradi:
| Croce d'oro al merito | Croce d'argento al merito | Croce di bronzo al merito |